# Rémigny (Quebec)
Rémigny es un municipio canadiense situado en la provincia de Quebec.

## Superficie
Rémigny tiene una superficie de 894,05 km².

## Demografía
En 2021, tenía 287 habitantes, una densidad poblacional de 0,3 hab./km², y 148 viviendas.